# シティ・フットボール・グループ
シティ・フットボール・グループ（City Football Group）は、マンチェスター・シティFCを筆頭とした多数のクラブを保有する、世界的なサッカー事業グループ。

## 歴史
2008年、アラブ首長国連邦の王族が運営するプライベート・エクイティ・ファンドであるアブダビ・ユナイテッド・グループの子会社として設立された。
2013年5月21日にニューヨーク・シティFCがメジャーリーグサッカーに参戦する予定のクラブとして設立され、グループ2番目のクラブとなった。
2014年1月23日にAリーグのメルボルン・ハートFCの80%を1200万ドルで買収、メルボルン・シティFCに改名しグループ3番目のクラブとなった。同年7月、日産自動車とグローバルパートナーシップを締結し、横浜F・マリノスの少数株主となることが発表された。
2015年3月、正式にシティ・フットボール・ジャパン(CFJ)を立ち上げた。また同年からニューヨーク・シティFCがメジャーリーグサッカーに参戦した。8月にはメルボルン・シティの残り20%の保有権も買収し、メルボルン・シティはシティ・フットボール・グループが100%保有する事となった。同年12月、中国のCMC Holdings と中国メディア投資ファンドがシティ・フットボール・グループに4億ドル出資とパートナーシップ締結を発表した。
2017年4月5日、セグンダ・ディビシオン・プロフェシオナルのCAトルケを買収（後にモンテビデオ・シティ・トルケに改名）。8月23日、リーガ・エスパニョーラのジローナFCの44.3%の株を取得したと発表。マンチェスター・シティの監督、ジョゼップ・グアルディオラの弟であるペレ・グアルディオラのジローナ・フットボール・グループもまた44.3%の株を取得し、ジローナFCはグループ6番目のクラブとなった。同年7月にはエクアドル・セリエAのグアヤキル・シティFCに改名したCDリーベル・エクアドルを買収したとの報道が為されたが、公式発表はなくこれは虚報であった。
2019年2月20日に中国サッカー・乙級リーグの四川九牛足球倶楽部の28%の株を取得。11月27日、米国のシルヴァー・レイク・パートナーズがアブダビ・ユナイテッド・グループから5億ドルで会社全体の1割に相当する株を買収。すなわちシルヴァー・レイク社はシティ・フットボール・グループに対して50億ドルの価値があると見做した。翌日、インド・スーパーリーグに所属するムンバイ・シティFCの65%の株を取得したと発表。
2020年3月、リーグ・ドゥのASナンシーを買収するとの報道が為されたが、翌月に新型コロナウイルス感染症の流行による経済的社会的混乱のために、この話は棚上げとなった。しかし5月、シティ・フットボール・グループはベルギー・ファースト・ディビジョンBのロンメルSKの216万ユーロの借金を支払い、買収。さらに同月、ロシア・プレミアリーグのFCウファの買収に乗り出しており、レッドブルグループとの競争になっていると報じられた他、エジプト・プレミアリーグのピラミッズFCがグループ初のアフリカ拠点となるのではないかとの報道、あるいはメキシコに進出するのではないかとの報道もあった。また、カンピオナート・ブラジレイロ・セリエAのボタフォゴFRとも交渉していたが、同クラブの負債が1億5000万ポンド程度に達する事から破談した。そして同年夏には3月に話題になったASナンシーより買収費用が安く、同じくリーグ・ドゥに所属するトロワACと交渉し、9月3日にトロワACはシティ・フットボール・グループ10番目のクラブとなった。その後もプリメイラ・リーガのポルティモネンセSCや、カテゴリア・プリメーラAのインデペンディエンテ・メデジンを買収するのではないかと報じられた。
2021年1月12日、リーガ・デ・フットボル・プロフェシオナル・ボリビアーノのクルブ・ボリバルがパートナークラブとして加入した。2月18日にはフランス全国選手権2のヴァンヌOCもパートナークラブとして加入し、フランスでは2クラブ目となった。11月にはロシア・プレミアリーグのFCスパルタク・モスクワの株式の約20%を取得するのではないかとの報道が流れた。
2022年1月に国際サッカー連盟が期限付き移籍人数に関する規定を追加すると、多数の期限付き移籍選手を抱えるマンチェスター・シティは同じグループ内のクラブを利用してこの規定内に収める方針を取る事とした。3月末にはエールステ・ディヴィジ所属のNACブレダを700万ユーロでの買収で合意をしたものの、サポーターからの反発が根強く最終的に拒否権を行使されて買収は失敗に終わった。これと同時期にブラジル国内の数クラブに対してシティ・フットボール・グループは買収交渉を行っており、アトレチコ・ミネイロやECバイーアの名が挙がった。そして7月にセリエBへの昇格が決まったパレルモFCの株式の80%を取得、11クラブ目となった。
バイーアとの交渉はその後も続き、同年9月には決定的、翌2023年2月には株の90%の買収を完了したと報じられたが、公式に発表されたのは同年5月4日にずれ込んだ。

## チーム

### 男性チーム
- マンチェスター・シティFC
- メルボルン・シティFC
- ニューヨーク・シティFC
- 横浜F・マリノス
- ジローナFC
- モンテビデオ・シティ・トルケ
- 深圳新鵬城足球倶楽部
- ムンバイ・シティFC
- ロンメルSK
- トロワAC
- パレルモFC
- ECバイーア

### 女性チーム
- マンチェスター・シティWFC
- メルボルン・シティFC
- ジローナFCフェメーニA
- ジローナFCフェメーニB
- トロワACフェミニーヌ

### アカデミー
- マンチェスター・シティ EDS
- メルボルン・シティFC NPL
- メルボルン・シティFC ユース
- ニューヨーク・シティFC II
- ジローナFC B
- ムンバイ・シティFCリザーブ
- トロワACリザーブ

### パートナークラブ
パートナークラブは上記のクラブとは異なり、株を保有していない提携クラブである。
- クルブ・ボリバル
- ヴァンヌOC
- ゲイラン・インターナショナルFC
- イスタンブール・バシャクシェヒルFK

## パートナー企業
- エティハド航空
- プーマ
- シスコシステムズ
- 日産自動車
- ザイレム
- アサヒビール（アサヒスーパードライ）